# Stormwitch
Stormwitch to zespół muzyczny z Niemiec grający heavy/power metal, założony w 1979. Po wydaniu płyty Shogun w 1994 zespół rozdzielił się, został odnowiony w 2002.

## Muzycy

### Członkowie zespołu
- Andy "Aldrian" Mück – śpiew

### Byli członkowie
Gitara
- Stefan Kauffman (1979-1989)
- Harald Spengler (1979-1989)
- Wolf Schludi (1989)
- Damir Uzunovic (1991-1994)
- Joe Gassmann (1991-1992)
- Robert Balci (1992-1994, tylko na koncertach)
- Martin Winkler (2002-2004)
- Fabian Schwarz (2002-2004)

Gitara basowa
- Ronny "Pearson" Gleisberg (1983-1986)
- Andy "Hunter" Jäger (1987-1989)
- Martin Albrecht (1990-1994)
- Dominik Schwarz (2002-2004)

Perkusja
- Peter "Lancer" Langer (1983-1994)
- Marc Oppold (2002-2004)

Instrumenty klawiszowe
- Alex Schmidt (2002-2004)

## Dyskografia
- Walpurgis Night (1984)
- Tales Of Terror (1985)
- Stronger Than Heaven (1986)
- The Beauty And The Beast (1987)
- Live in Budapest (1989) (koncertowy)
- Eye Of The Storm (1989)
- War Of The Wizards (1992)
- Shogun (1994)
- Priest Of Evil (1998) (Best of/Kompilacja)
- Dance With The Witches (2002)
- Witchcraft (2004)